# Modus operandi
Pour les articles homonymes, voir MO et Modus.
 (avril 2015).
Si vous disposez d'ouvrages ou d'articles de référence ou si vous connaissez des sites web de qualité traitant du thème abordé ici, merci de compléter l'article en donnant les références utiles à sa vérifiabilité et en les liant à la section « Notes et références ».
Le modus operandi, ou modus opérandi, est la manière de procéder d'une personne ou d'un groupe. 
On utilise fréquemment le terme modus operandi pour désigner, dans le vocabulaire criminologique, la manière de procéder d'un criminel ou, dans le vocabulaire d'affaires, la manière de procéder d'une organisation. Cependant, le terme s'utilise aussi de manière plus générique dans d'autres contextes ou domaines, par exemple en science et en journalisme.
L'expression est une phrase latine, traduite approximativement par « mode opératoire », ou plus exactement, operandi étant une forme verbale, par « manière d'opérer ». Le pluriel traditionnel, calqué du latin, est modi operandi (« modes d'opération »), mais le pluriel modus operandi est fréquemment employé en français.

## Criminologie
Dans un contexte policier, le modus operandi est le mode de fonctionnement typique d'un criminel et ses façons d'agir.
Un modus operandi peut être utilisé pour conduire une enquête dans un groupe de criminels. Par exemple, un voleur peut habituellement entrer par une fenêtre à l'arrière d'un domicile, en la brisant avec une pierre. Si un criminel reconnu est suspecté d'avoir commis un cambriolage, on peut alors comparer les modi operandi pour aider à l'identification du coupable.
Le modus operandi d'un criminel peut aussi être utilisé dans le profilage criminel, pour aider à déterminer des indices concernant la psychologie du coupable.
La méthode d'opération est souvent confondue avec la « signature » d'un criminel. Alors que la méthode d'opération peut changer avec le temps, sa signature restera habituellement la même.